# Чемпионат Океании по снукеру
Чемпионат Океании по снукеру (англ. Oceania Snooker Championship) — главный непрофессиональный (любительский) снукерный турнир в этой части света. Проходит ежегодно весной.
Начал проводиться в 1994 году. В турнире принимают участие игроки из Австралии, Новой Зеландии и мелких островных государств остальной Океании. В последнее время победитель чемпионата, по аналогии с другими региональными первенствами, получает право выступать в мэйн-туре на следующий сезон, однако далеко не все из победителей соглашаются на это «вознаграждение», часто из-за плохих финансовых перспектив и практически гарантированной необходимости смены жительства на Англию.
Чемпионат Океании по снукеру проходит под управлением организации ABSC и состоит из мужского, женского и юниорского турниров, а также турнира по 6-reds. Основная категория — чемпионат среди мужчин.

## Победители
| Год  | Место проведения     | Победитель     | Финалист       | Счёт |
| ---- | -------------------- | -------------- | -------------- | ---- |
| 1994 | ?                    | Стив Робертсон | Лес Хиггинс    | 5:2  |
| 1995 | ?                    | Лес Хиггинс    | Стюарт Лоулер  | 6:4  |
| 1996 | ?                    | ?              | ?              | ?    |
| 1997 | ?                    | ?              | ?              | ?    |
| 1998 | ?                    | Стив Мифсуд    | Шон Бадд       | 8:5  |
| 1999 | ?                    | ?              | ?              | ?    |
| 2000 | ?                    | ?              | ?              | ?    |
| 2001 | ?                    | Джон Янгер     | Глен Уилкинсон | 5:3  |
| 2002 | ?                    | Нил Робертсон  | Стив Мифсуд    | ?    |
| 2003 | ?                    | Арон Мэхони    | Джон Янгер     | ?    |
| 2004 | ?                    | Шон Бадд       | Арон Мэхони    | ?    |
| 2005 | ?                    | Дин О'Кейн     | Глен Уилкинсон | ?    |
| 2006 | Новая Зеландия       | Дин О'Кейн     | Арон Мэхони    | 6:5  |
| 2007 | Австралия            | Дин О'Кейн     | Дэниел Хэнга   | 6:5  |
| 2008 | Австралия            | Глен Уилкинсон | Крис Макбрин   | 6:4  |
| 2009 | Папуа — Новая Гвинея | Глен Уилкинсон | Дэниел Торп    | 6:1  |
| 2010 | Австралия            | Шон Бадд       | Глен Уилкинсон | 6:2  |
| 2011 | Новая Зеландия       | Джо Миниси     | Стив Мифсуд    | 6:4  |